# Kartal Tibet
Kartal Tibet (ur. 27 marca 1938 w Ankarze, zm. 2 lipca 2021 w Stambule) – turecki aktor oraz reżyser filmowy, jedne z najważniejszych filmów w jego dorobku to m.in.: Nieumierająca miłość (Ölmeyen Aşk), Górska dziewczyna (Dağlar Kızı), Raz w roku (Senede Bir Gün), Sułtan (Sultan), Król bramek (Gol Kralı) i Sprawa Shawara (Şalvar Davası). Oprócz reżyserii zajmował się również aktorstwem, wystąpił w ponad 50 produkcjach, zarówno kinowych, jak i telewizyjnych. Tybet był głównie znany ze swoich ról w filmach akcji.